# Remolinos (kommunhuvudort)
Remolinos är en kommunhuvudort i Spanien.   Den ligger i provinsen Provincia de Zaragoza och regionen Aragonien, i den nordöstra delen av landet, 260 km nordost om huvudstaden Madrid. Remolinos ligger 230 meter över havet och antalet invånare är 1 188.
Terrängen runt Remolinos är platt åt sydväst, men åt nordost är den kuperad. Runt Remolinos är det tätbefolkat, med 356 invånare per kvadratkilometer. Närmaste större samhälle är Alagón, 9,1 km sydost om Remolinos. Trakten runt Remolinos består till största delen av jordbruksmark.